# Brachycara ventralis
Brachycara ventralis är en tvåvingeart som beskrevs av Thomson 1869. Brachycara ventralis ingår i släktet Brachycara och familjen vapenflugor. Inga underarter finns listade i Catalogue of Life.